# Hynobius abei
Hynobius abei är en groddjursart som beskrevs av Sato 1934. Hynobius abei ingår i släktet Hynobius och familjen Hynobiidae. IUCN kategoriserar arten globalt som akut hotad. Inga underarter finns listade i Catalogue of Life.